# ОШ „Јасеновац” Јасеновац
ОШ „Јасеновац” је основних школа у Јасеновцу, Република Хрватска. Налази се у улици Браће Радић 135. Школа се налази уз само Спомен подручје Јасеновац.

## Историјат
Повећањем броја становништва у Јасеновцу дошло је до потребе за школовањем па је 1750. године дозвољено отварање школе, тзв. Њемачке. Главни језик био је њемачки, али се учио и хрватски језик. Реорганизацијом Војне Крајине 1754. Јасеновац добија нови граничарски статус. Ђаци су школовани за потребе аустријске администрације. Основна школа на матерњем језику, као обавезна, отворена је 1756. а српска вјерска школа отворена је 1770. Године 1769. постојала је у Јасеновцу римокатоличка школа са 50 ђака, док је Српска народна школа имала 43 ђака. У свим новооснованим школама уведен је њемачки језик јер је била потреба за подофицирима и фуририма за војне писарнице. У Банској крајини била је главна школа у Петрињи, а тривијалне школе у Глини, Зрињу и Јасеновцу. Због сиромаштва у школу је ишао мали број ђака па убрзо затварају Српску народну школу, да би је поново отворили 1770. године; те године школа је имала само 11 ђака. Мјесна учионица у Јасеновцу утемељена је 1780. у њој се изучавало читање и писање њемачког језика и вјеронаука. Школска соба дозидана је 1785. У почетку је то била школа с два разреда, а послије је један разред раздијељен у два одјељења. Хрватска школа у центру мјеста саграђена је 1792. године а 15. новембра исте године је отворена за наставу. Ова школа била је велика, имала је три разредне просторије и стан за учитеља. Порушена је седамдесетих година прошлог вијека. До распада СФРЈ ОШ "Јасеновац" имала је 4 подручне школе: ПШ Млака, ПШ Пуска, ПШ Уштица и ПШ Вишњица. Школске године 2023./2024. Основну школу Јасеновац похађа 92 ученика у 10 разредних одјељења. Основна школа окупља дјецу из насеља: Буковица, Дренов Бок, Јасеновац, Крапје, Кошутарица, Млака, Плесмо, Пуска, Танац, Требеж, Уштица и Вишњица.